# Sogliano al Rubicone
Sogliano al Rubicone är en ort och kommun i provinsen Forlì-Cesena i regionen Emilia-Romagna i Italien. Kommunen hade 3 193 invånare (2018).